# Husarenaffe
Der Husarenaffe (Erythrocebus patas) ist eine Primatenart aus der Gattungsgruppe der Meerkatzenartigen innerhalb der Familie der Meerkatzenverwandten. Seinen Namen hat er von der Truppengattung der Husaren wegen der rötlichen Färbung und der hohen Geschwindigkeiten, die er beim Laufen erreicht.

## Beschreibung
Das Fell der Husarenaffen ist an der Oberseite rötlich-braun gefärbt, die Unterseite sowie der Backenbart sind weißlich bis grau. Lange Nacken- und Barthaare beim Männchen erwecken einen mähnenartigen Eindruck. Weibchen und Jungtiere haben oft die Farbe von trockenem Gras. Die Unterart des Weißnasen-Husarenaffen (E. p. pyrrhonotus) ist zusätzlich durch ein schwarzes Gesicht und eine weiße Nase gekennzeichnet. Der Körperbau der Husarenaffen ist auf das schnelle Laufen am Boden abgestimmt, sie sind schlanke Tiere mit langen Gliedmaßen, Finger und Zehen sind verkürzt. Die Männchen sind um einiges größer als die Weibchen, sie erreichen eine Kopfrumpflänge von 70 bis 90 cm, haben einen 63 bis 72 cm langen Schwanz und erreichen ein Gewicht von 7 bis 13 kg. Weibchen erreichen eine Kopfrumpflänge von 48 bis 52 cm, haben einen ebenso langen Schwanz und werden nur 4 bis 7 kg schwer.

## Verbreitung und Lebensraum
Husarenaffen kommen im westlichen und zentralen Afrika vor, ihr Verbreitungsgebiet erstreckt sich vom Senegal bis Äthiopien und Kenia. Sie bewohnen offenes Grasland und baumbestandene Savannen, dicht bewaldete Gebiete meiden sie.

## Unterarten

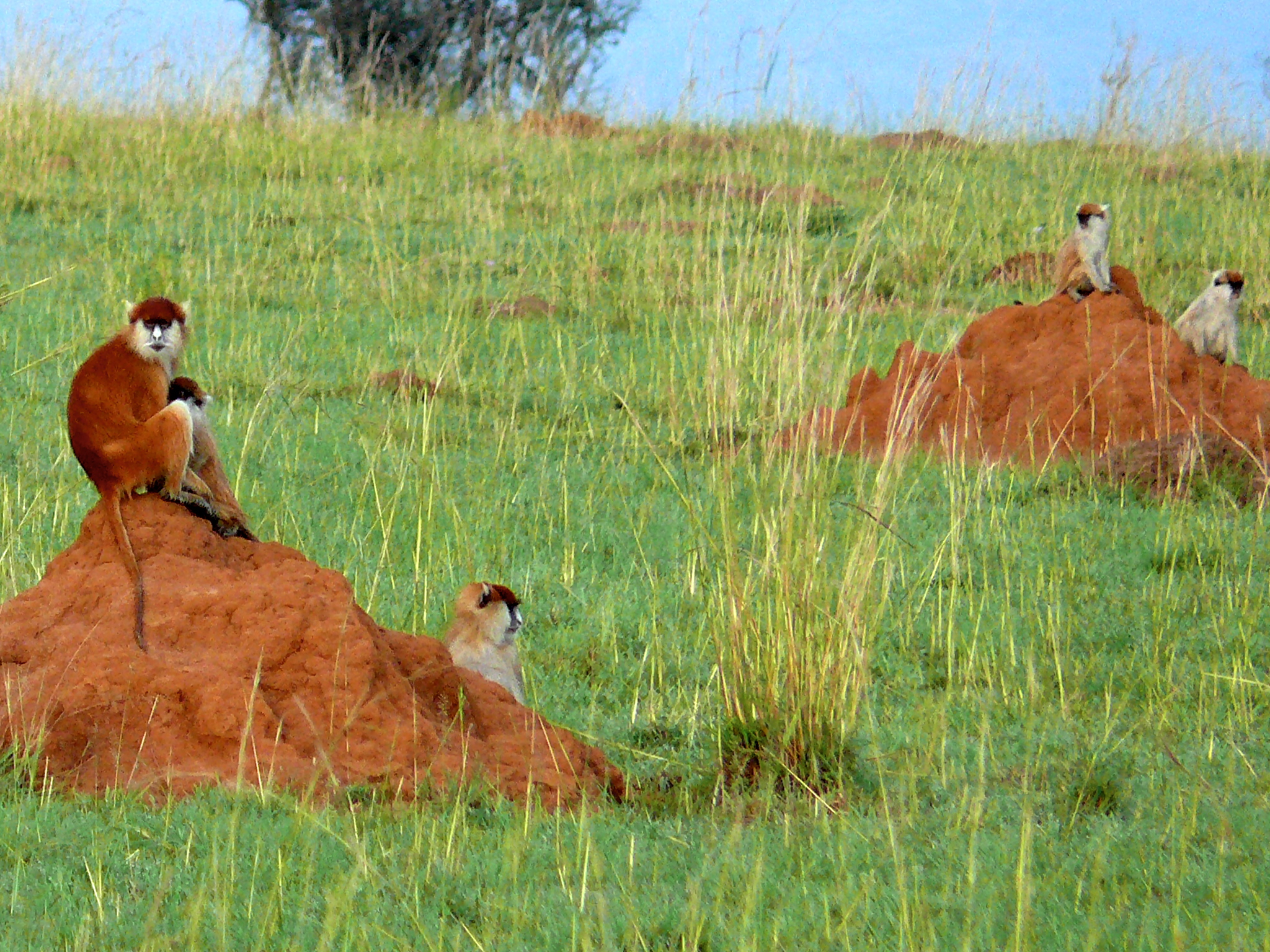
Östlicher oder Weißnasen-Husarenaffe (E. p. pyrrhonotus) im Murchison-Falls-Nationalpark

Im Handbook of the Mammals of the World wird der Husarenaffe in drei Unterarten unterteilt, die Nominatform Erythrocebus patas patas kommt vom Sengal bis zum Tschad und in der Zentralafrikanischen Republik vor. In der Sahara leben isolierte Populationen der Unterart im Aïr-Massiv im zentralen Niger und im Ennedi-Massiv im Nordosten des Tschad. Der Weißnasen-Husarenaffe (E. p. pyrrhonotus) lebt im Sudan, im Südsudan, im Norden Ugandas und Kenias und das bekannte Verbreitungsgebiet von Erythrocebus patas baumstarki ist der mittlere Norden von Tansania vom westlichen Abhang des Kilimandscharo bis in die Serengeti. Das genaue Verbreitungsgebiet der letzten Unterart ist bisher nur ungenügend bekannt. Der Weißnasen-Husarenaffe wurde vom Menschen nach Puerto Rico eingeführt und kommt im Südwesten der Karibikinsel vor. Die Husarenaffen nördlich des Nigerbogens und im Aïr-Massiv sind kleiner als gewöhnliche E. patas patas sehen aber ansonsten aus wie die Nominatform. Sie werden manchmal unter dem Namen Erythrocebus patas villiersi als vierte Unterart geführt. Die dritte Unterart des Husarenaffen bekam 2021 unter der Bezeichnung Erythrocebus baumstarki den Status einer eigenständigen Art. Drei kleine Restpopulationen der Art leben im nordwestlichen Tansania und sie ist unmittelbar vom Aussterben bedroht. Im östlichen Sudan, nordöstlich des Blauen Nils und an einigen Orten im äußersten Westen Äthiopiens (u. a. im Gambela-Nationalpark) gibt es eine Husarenaffenpopulation die im Jahr 2017 durch einen italienischen Mammalogen zu einer eigenständigen Art (Heuglin-Husarenaffe (Erythrocebus poliophaeus)) erklärt wurde. Sie hat ein völlig schwarzes Gesicht mit schwarzer Nase, ähnlich wie E. baumstarki, und die Männchen haben ein langes, dunkles Schulterfell.

## Lebensweise

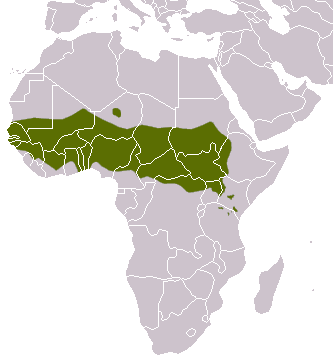
Verbreitungsgebiet der Husarenaffen

Von allen Tieren aus der Gattungsgruppe der Meerkatzenartigen sind die Husarenaffen am besten auf das Leben am Boden spezialisiert. Im Fall eines Angriffs setzen sie weniger auf Verteidigung, sondern verlassen sich lieber auf ihre Geschwindigkeit. Husarenaffen können 55 km/h erreichen und sind somit die schnellsten Primaten. Sie sind tagaktiv, zur Mittagshitze ruhen sie jedoch im Schatten der Bäume. Zum Schlafen in der Nacht klettern sie auf Bäume, wobei sich eine Gruppe meist auf viele Stellen aufteilt, um Räubern nicht in zu großer Zahl in die Hände zu fallen.
Husarenaffen leben in Gruppen von rund 15 Tieren, die sich aus einem Männchen, 2 bis 8 Weibchen und deren Nachwuchs zusammensetzen. Gelegentlich findet man auch alleinstehende Männchen oder kleine, rein männliche Gruppen, die aus vertriebenen früheren dominanten Männchen und gerade geschlechtsreif gewordenen Jungtieren bestehen können. Das Männchen übernimmt oft den Wach- und Beobachtungsposten, um Nahrung, Feinde oder andere Gruppen zu sichten. Die Weibchen bilden eine eigene Hierarchie. Im Vergleich zu anderen Primaten ist ihr Lautrepertoire eingeschränkt, um keine Räuber aufmerksam zu machen, eine Anpassung an die Lebensweise am Boden.

## Nahrung

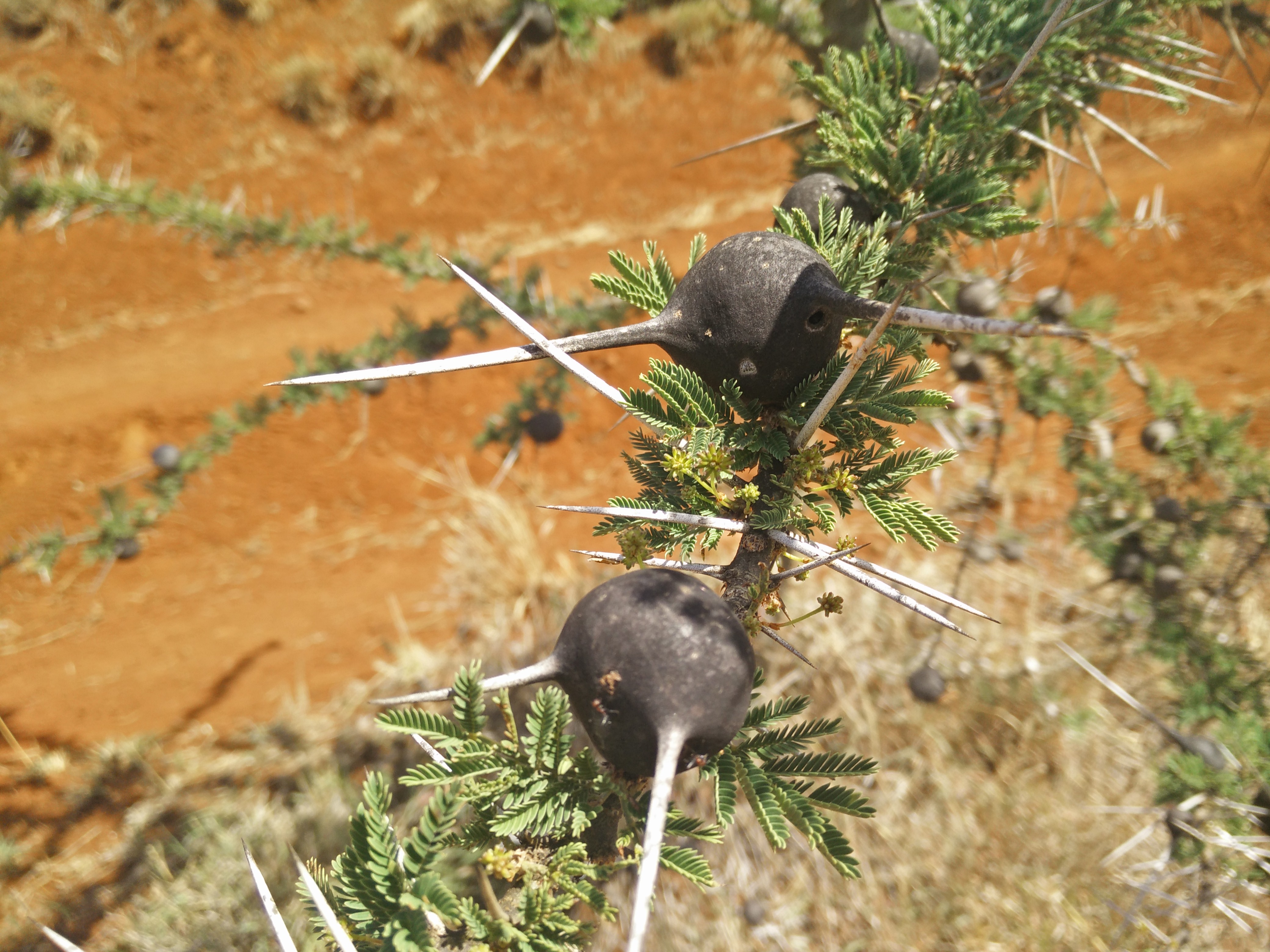
Die verdickten Dornen der Flötenakazie

Husarenaffen sind in erster Linie Pflanzenfresser, die sich von Früchten, jungen Trieben, Blüten, Samen, Gallen und Pilzen ernähren, gelegentlich nehmen sie jedoch auch Insekten, Nestlinge, Vogeleier und kleine Wirbeltiere zu sich. Gräser werden nur selten gefressen. Von den in der afrikanischen Savanne häufig vorkommenden Akazien nutzen sie Blätter, Früchte, Gallen und Baumsäfte. Baumsäfte machen bei einigen Populationen bis zu 20 % ihrer Ernährung aus. Wenn vorhanden fressen sie auch die Früchte der Tamarinden und die von Opuntien. Kleine Früchte wie Beeren werden gegenüber großen bevorzugt. Grund könnten die kleinen Schneidezähne der Husarenaffen sein, die es erschwerten, von großen Früchten abzubeißen. Husarenaffen müssen täglich trinken und suchen dazu Pfützen, Wasserstellen oder fließende Gewässer auf. In Ostafrika ist die Flöten-Akazie (Vachellia drepanolobium) eine wichtige Nahrungsquelle von der vor allem Pflanzensäfte aufgenommen werden. Aus den verdickten Dornen der Akazie werden Ameisen der Gattung Crematogaster sowie ihre Larven und Eier gewonnen. Weitere bekannte Nahrungsquellen sind die Gelbrinden-Akazie, die Seyal-Akazie, Lycium europaeum, das Süßkraut Lippia javanica, die Gurke  Cucumis aculeatus, Tagblumen, Hibiskus, Harfensträucher, Kassien, Prunkwinden und Termitenpilze.

## Fortpflanzung

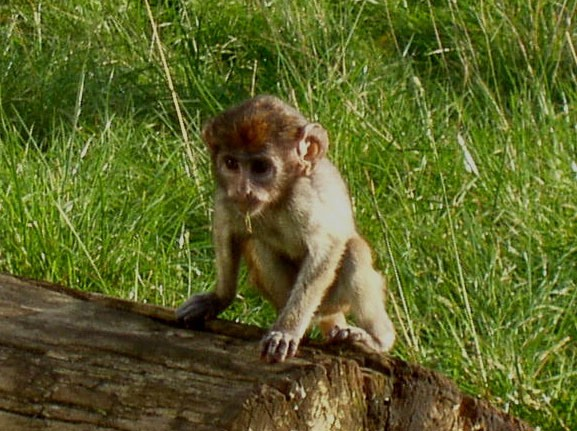
Jungtier im Tierpark Berlin

Im Normalfall paart sich nur das Gruppenmännchen mit den Weibchen seiner Gruppe, gelegentlich stoßen auch andere Männchen zur Paarungszeit dazu. Nach rund 170-tägiger Tragzeit bringt das Weibchen ein Jungtier zur Welt. Die Geburt fällt in den Beginn der Regenzeit, da dann das größere Nahrungsangebot das Überleben eher sichern kann. Junge Husarenaffen werden mit 10 Monaten entwöhnt. Die Geschlechtsreife setzt bei den Weibchen mit rund 2 bis 3 Jahren ein, bei den Männchen mit vier bis fünf Jahren. Sobald die Männchen geschlechtsreif sind, werden sie vom Alpha-Männchen verjagt. Die Lebenserwartung der Husarenaffen beträgt bis zu 20 Jahre.

## Bedrohung

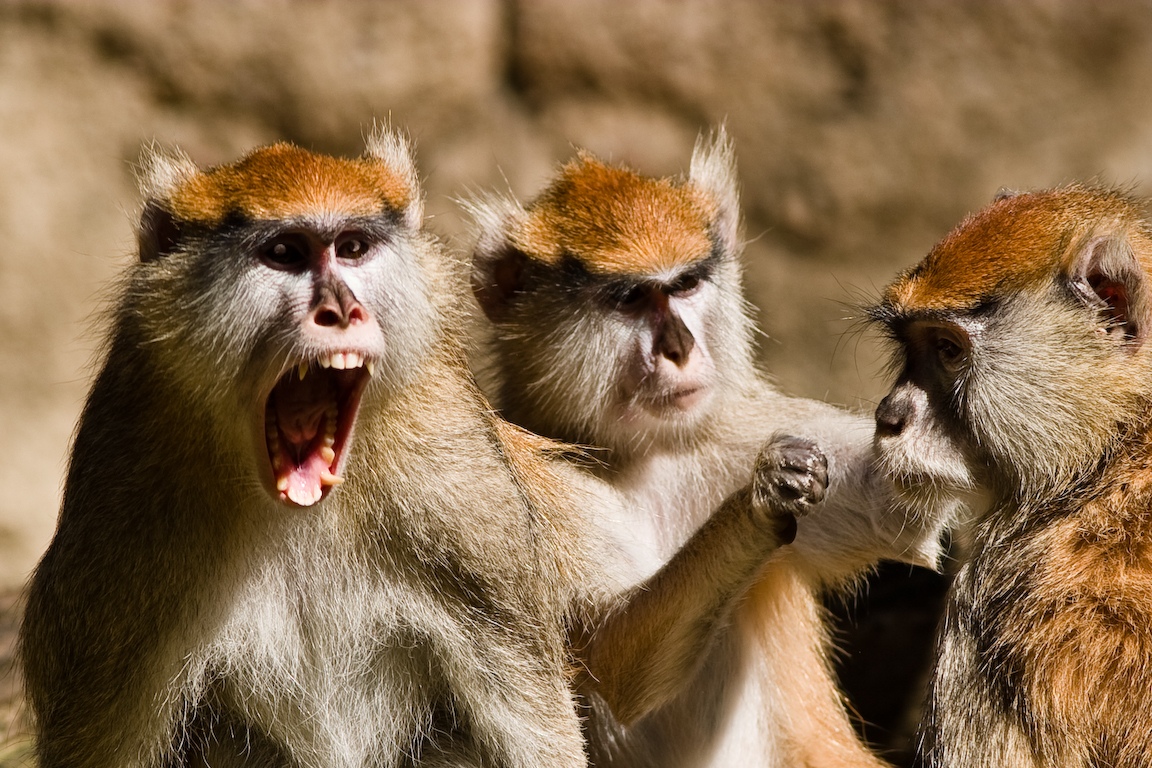
Husarenaffen

Husarenaffen werden wegen ihres Fleisches gejagt, manche afrikanische Stämme verbinden auch abergläubische Vorstellungen mit ihrem Fleisch: sein Genuss soll Lepra heilen. Dazu kommt der Verlust des Lebensraumes durch Umwandlung in Ackerland oder Viehweiden. Die IUCN hält die Art für potenziell gefährdet. Der Husarenaffe kommt in 37 Nationalparks und Schutzgebieten vor. Dazu gehören die Nationalparks Basse-Casamance, Djoudj und Niokolo-Koba im Senegal, die Abuko Nature Reserve und der Kiang West National Park in Gambia, der Nationalpark Comoé in der Elfenbeinküste, die Schutzgebiete Digya, Kogyae und Mole in Ghana, der Nationalpark Pendjari in Benin, der Nationalpark W in Benin und Niger, die Nationalparks Cross-River und Kainji sowie das Yankari Game Reserve in Nigeria, die Nationalparks Bénoué, Bouba-Ndjida, Kalamalou und Waza in Kamerun, der Nationalpark Zakouma im Tschad und die Nationalparks Kidepo-Valley und Murchison-Falls in Uganda. Die größte Population soll im Laikipia County in Kenia leben. Sie ist dort allerdings ungeschützt. Weitere größere ungeschützte Populationen kommen in Sierra Leone und Nigeria vor. Dort werden die Husarenaffen häufig vom Menschen zur Gewinnung von Bushmeat gejagt.